# Lomnica (Rekovac)
Lomnica es un pueblo ubicado en la municipalidad de Rekovac, en el distrito de Pomoravlje, Serbia.

## Superficie
Posee una superficie de 7,633 kilómetros cuadrados.

## Demografía
Hasta 2011 la población era de 143 habitantes, con una densidad de población de 18,73 habitantes por kilómetro cuadrado.